# Пирош, Камил
Камил Пирош (чеш. Kamil Piroš; 20 ноября 1978, Мост, Чехословакия) — чешский хоккеист, нападающий. Чемпион Чехии 2015 года. С 2001 по 2004 год играл в НХЛ. Завершил карьеру в 2016 году.

## Карьера
Камлил Пирош является воспитанником ХК «Мост». Еще в юниорские годы выступал за «Литвинов». Потом уехал в Северную Америку, где играл в НХЛ с 2001 до 2004 год. Вернувшись в Европу, поменял много клубов в различных лигах. Последние 4 сезона играл в «Литвинове». В 2015 году помог клубу выиграть первый в своей истории титул чемпиона чешской Экстралиги. Через год завершил игровую карьеру.

## Достижения
Чемпион Экстралиги 2015
 Обладатель Кубка Колдера 2002
 Серебряный призёр чемпионата Швеции 2009

## Статистика
Чешская экстралига — 417 игр, 131 очко (52 шайбы + 79 передач)
АХЛ — 213 игр, 123 очка (48+75)
Шведская хоккейная лига — 166 игр, 91 очко (36+55)
Немецкая хоккейная лига — 107 игр, 69 очков (22+47)
Российская суперлига — 65 игр, 20 очков (9+11)
Швейцарская национальная лига — 53 игры, 40 очков (14+26)
НХЛ — 28 игр, 8 очков (4+4)
Финская хоккейная лига — 22 игры, 5 очков (2+3)
Сборная Чехии — 19 игр, 10 очков (5+5)
КХЛ — 18 игр, 4 очка (2+2)
Евролига — 15 игр, 6 очков (3+3)
Европейский трофей — 14 игр, 9 очков (3+6)
Лига чемпионов — 8 игр
Всего за карьеру — 1145 игр, 516 очков (200+316)